# مگت اندیایی
مگت اندیایی (انگلیسی: Maguette Ndiaye؛ زادهٔ ۱ سپتامبر ۱۹۸۶) داور فوتبال اهل سنگال است.